# Стейро, Иселин
Иселин Стейро (норв. Iselin Vollen Steiro; род. 15 сентября 1985 года, Харстад) — норвежская топ-модель.
Родилась 15 сентября 1985 года в Харестаде, небольшом городе на севере Норвегии. В 1999 году во время посещения с родителями Лондона на рождественские праздники, была замечена модельным агентом и приглашена на кастинг. Дебютировала на подиумах высокой моды в 2003 году на показах Calvin Klein и Prada. До 2004 года совмещала работу модели с обучением.
После окончания средней школы в 2004 году Иселин переехала в Нью-Йорк, чтобы сосредоточиться на карьере модели. В 2006 году вновь вернулась в Норвегию, где решила продолжить образование в Школе архитектуры и дизайна в Осло. Совмещала учебу со съемками и участием в показах. В 2009 году взяла паузу в обучении и вновь вернулась на подиум, став одной из самых востребованных моделей своего времени, войдя в топ-20 мировых моделей по версии авторитетного сайта models.com.
Начиная с 2012 года стала меньше появляться на подиуме сосредоточившись на работе с модными журналами и съемками для каталогов различных брендов.
В различное время принимала участие в показах: Alessandro Dell'Acqua, Balenciaga, Balmain, Behnaz Sarafpour, Blumarine, Brioni, Calvin Klein, Carolina Herrera, D&G, DKNY, Derek Lam, Dries van Noten, Emilio Pucci, Fendi, Givenchy, Gucci, Jill Stuart, Karl Lagerfeld, Kenneth Cole, Marc Jacobs, Matthew Williamson, Max Mara, Michael Kors, Missoni, Paco Rabanne, Roberto Cavalli, Rochas, Stella McCartney, Versace, Alexander McQueen, Anna Sui, Chanel, Christian Dior, Louis Vuitton, и другие
Начиная с 2005 года стабильно появлялась на обложках ведущих мировых модных журналов, среди журналов на которых ее фото появлялось можно отметить:Vogue (Италия, Россия, Китай, Франция, Испания), Elle (Норвегия, Франция), Harper's Bazaar (Южная Корея) и другие
В 2013 году снялась в клипе Дэвида Боуи на песню The Stars (Are Out Tonight), где сыграла молодого Боуи.
Замужем за норвежским актером Андерсом Даниэльсеном Ли.